# Charles Maurras
Charles Maurras (Lo Martegue, Provença, 20 d'abril de 1868 - Tours, 16 de novembre de 1952) fou un escriptor i polític ultradretà i antisemita francès.
D'antuvi va donar suport al Regionalisme occità. El 1891 formaria part de la revista provençalista i federalista L'Alholi, òrgan del Jovent Occitan, dirigida per Folco de Baroncelli-Javon, i amb Frederic Amouretti i Auguste Marin publicarien a París el 1892 el Manifest dels Felibres Federalistes, on barreja termes com federalisme, confederació, regionalisme, descentralització i provincialisme, i on es proposa un federalisme i regionalisme de caràcter tradicionalista i catòlic que reclama una nova monarquia. El 1898 publicaria L'idee de descentralisation, una barreja de federalisme proudhonià, corporativisme saintsimonià i de positivisme d'Auguste Comte, on defensa el reconeixement de les cultures locals dins una monarquia federativa fonamentada en la llibertat de les províncies i municipis. Juntament amb Frederic Amouretti fundaria la Ligue du Patrie Française i la revista Reveil de Provence, en el mateix sentit.
Però el 1899 marxà a París, on coneixeria el lorenès Maurice Barrès, qui havia elaborat la teoria de l'"arrelament regional" que permetia l'expandiment de l'individu dins el seu propi quadre natural. Poc després, el 1899, fundà el grup de caràcter monàrquic, antirepublicà i antidemocràtic Action Française amb Léon Daudet, i fou director del diari del mateix nom des del 1908. Es va implicar a fons en l'afer Dreyfus, donà suport a la participació francesa en la Primera Guerra Mundial. El 1905 també participaria en la Ligue de Descentralisation, de caràcter reialista i radical, que poc després es transformaria en la Fédération Régionaliste Française (FRF), dirigida d'antuvi pel mateix Maurras, Joan Carles-Brun i Jùli Rounjat, però poc després Maurras s'establí definitivament a París i oblidà el regionalisme.
Afirmà que tant protestants com jueus i francmaçons volien controlar la política francesa. Durant l'ocupació nazi d'antuvi donà suport a la França de Vichy (Pierre Laval pertanyia al seu partit), però més tard acusà tant Charles de Gaulle com Henri Philippe Pétain de treballar per als aliats. Condemnat a mort el 1945, li fou commutada per cadena perpètua i l'expulsió de l'Acadèmia Francesa (el seu seient fou declarat vacant, per bé que no fou atorgat a ningú en vida de Maurras). Finalment fou indultat el 1952, poc abans de la seva mort.
Publicà, encara, obres de teoria política de crítica literària i de poesia.

## Obres
- 1889: Théodore Aubanel
- 1891: Jean Moréas
- 1894: Le Chemin du Paradis, mythes et fabliaux
- 1896-1899: Le voyage d'Athènes
- 1898: L'idée de décentralisation
- 1899: Trois idées politiques: Chateaubriand, Michelet, Sainte-Beuve
- 1900: Enquête sur la monarchie
- 1901: Anthinéa: d'Athènes à Florence
- 1902: Les Amants de Venise, George Sand et Musset
- 1905: L'Avenir de l'intelligence
- 1906: Le Dilemme de Marc Sangnier
- 1910: Kiel et Tanger
- 1912: La Politique religieuse
- 1914: L'Action française et la religion catholique
- 1915: L'Étang de Berre
- 1916: Quand les Français ne s'aimaient pas
- 1916-1918: Les Conditions de la victoire, 4 volumes
- 1921: Tombeaux
- 1922: Inscriptions
- 1923: Poètes
- 1924: L'Allée des philosophes
- 1925: La Musique intérieure
- 1925: Barbarie et poésie
- 1927: Lorsque Hugo eut les cent ans
- 1928: Le prince des nuées.
- 1928: Un débat sur le romantisme
- 1928: Vers un art intellectuel
- 1929: Corps glorieux ou Vertu de la perfection.
- 1929: Promenade italienne
- 1929: Napoléon pour ou contre la France
- 1930: Mar e lono (en occità, éditions du Cadran, París)
- 1930: De Démos à César
- 1930: Corse et Provence
- 1930: Quatre nuits de Provence
- 1931: Triptyque de Paul Bourget
- 1931: Le Quadrilatère
- 1931: Au signe de Flore
- 1932: Heures immortelles
- 1932-1933: Dictionnaire politique et critique, 5 volumes
- 1935: Prologue d'un essai sur la critique
- 1937: Quatre poèmes d'Eurydice
- 1937: L'amitié de Platon
- 1937: Jacques Bainville et Paul Bourget
- 1937: Les vergers sur la mer.
- 1937: Jeanne d'Arc, Lluís XIV, Napoléo
- 1937: Devant l'Allemagne éternelle
- 1937: Mes idées politiques
- 1940: Pages africaines
- 1941: Sous la muraille des cyprès
- 1941: Mistral
- 1941: La seule France
- 1942: De la colère à la justice
- 1943: Pour un réveil français
- 1944: Poésie et vérité
- 1944: Paysages mistraliens
- 1944: Le Pain et le Vin
- 1945: Au-devant de la nuit
- 1945: L'Allemagne et nous
- 1947: Les Deux Justices ou Notre J'accuse
- 1948: L'Ordre et le Désordre
- 1948: Maurice Barrès
- 1948: Une promotion de Judas
- 1948: Réponse à André Gide
- 1949: Au Grand Juge de France
- 1949: Le Cintre de Riom
- 1950: Mon jardin qui s'est souvenu 1950
- 1951: Tragi-comédie de ma surdité
- 1951: Vérité, justice, patrie (amb Maurice Pujo)
- 1952: À mes vieux oliviers
- 1952: La Balance intérieure
- 1952: Le Beau Jeu des reviviscences
- 1952: Le Bienheureux Pius X, sauveur de la France
- 1953: Pascal puni (published posthumously)
- 1958: Lettres de prison (1944-1952) (publicades pòstumament)
- 1966: Lettres passe-murailles, correspondència amb Xavier Vallat (1950-1952) (pòstumes)